# 手島史詞
手島 史詞（てしま ふみのり、1981年3月5日 - ）は、日本のライトノベル作家。

## 経歴・人物
2001年、大阪芸術大学附属大阪美術専門学校卒業。2006年、投稿作「星の歌」が第8回日本SF新人賞最終候補作に選出。翌2007年、投稿作「砂のレクイエム」が第19回ファンタジア大賞で〈佳作〉を受賞し、同作を改題・改稿した『沙の園に唄って』によって、同年9月に富士見ファンタジア文庫よりデビューした。
2022年6月より、日本SF作家クラブ会員。

## 作品リスト
富士見ファンタジア文庫
- 沙の園に唄って（イラスト：井戸端海二、単巻：2007年9月）
- 影執事マルクシリーズ（イラスト：COMTA、全12巻：2008年10月 - 2011年2月）
- 黒の夜刀神（イラスト：飯田のぎ、全3巻： 2011年12月 - 2012年5月）
- かくて滅びた幻想楽園（イラスト：GAN、全2巻：2013年5月 - 2013年9月）
- 戦艦学園のグラムリッター（イラスト：カスカベアキラ、全3巻：2015年9月 - 2016年5月）

一迅社文庫
- XIII番の魔符詠姫（イラスト：桐野霞、全2巻：2012年3月 - 2012年7月）
- 剣刻の銀乙女（イラスト：八坂ミナト、全7巻：2012年11月 - 2014年6月）
- 赫竜王の盟約騎士（イラスト：八坂ミナト、全4巻：2014年6月 - 2015年4月）
- 魔王が迷宮から出られなくなり勇者に助けを求めたようです（イラスト：伊倉ナギサ、全1巻：2015年5月）
- 銀炎の七ツ姫と七禍の王子（イラスト：kakao、全1巻：2015年9月）

ガガガ文庫
- 飛べない蝶と空の鯱（イラスト：鵜飼沙樹、全6巻：2012年5月 - 2014年2月）
- 神器少女は恋をするか?（イラスト：鉄豚、全2巻：2014年3月 - 2014年8月）

GA文庫
- 東京異界のバリスタ（イラスト：ファルまろ、全2巻：2015年12月 - 2016年4月）
- 魔王の娘を嫁に田舎暮らしを始めたが、幸せになってはダメらしい。（イラスト：玖条イチソ、既刊2巻：2017年10月 - ）

HJ文庫
- 魔王の俺が奴隷エルフを嫁にしたんだが、どう愛でればいい?（イラスト：COMTA、既刊20巻：2017年1月 -  ）
- 義妹なら本気になってもいいよね?（イラスト：Kuro太、単巻：2025年5月）

ファミ通文庫
- フレームアームズ・ガール 可愛いってどういうこと?（イラスト：島田フミカネ・川村幸祐、単巻：2017年4月）
- 僕の珈琲店には小さな魔法使いが居候している（イラスト：烏羽雨、単巻：2017年7月）
- フレームアームズ・ガール 姉妹ってどんなもの?（イラスト：川村幸祐・常石ツネオ、単巻：2020年3月）
- ポンコツ最終兵器は恋を知りたい（イラスト：どぅーゆー、単巻：2022年12月）

Jノベルライト
- デスクトップアーミーシリーズ（イラスト：BLADE、全3巻：2016年11月 - 2017年12月）

GAノベル
- ナベリウス封印美術館の蒐集士（イラスト：一色 、全2巻：2017年1月 - 2017年4月）

GCノベルズ
- 竜と魔法の空戦記〜はぐれ魔導技師と穴あき紫電改〜（イラスト：細居美恵子 、単巻：2017年5月）